# Dig It
Pistes de Let It Be
I Me Mine Let It Be
Dig It est une chanson des Beatles, parue sur l'album Let It Be le 8 mai 1970 en Grande-Bretagne, et dix jours plus tard aux États-Unis. Ce court morceau n'est qu'un infime extrait d'un « bœuf » d'une douzaine de minutes ayant eu lieu en janvier 1969 dans les studios d'Apple, au 3 Savile Row de Londres. Maintes fois raccourcie en vue d'une publication sur l'album mort-né Get Back, la chanson est finalement publiée sur l'album final dans une version de 50 secondes.
Construite principalement autour d'une idée de John Lennon, la chanson est cocréditée à celui-ci, Paul McCartney, George Harrison et Ringo Starr, en raison de la nature improvisée du titre. C'est l'un des rares titres du groupe à être crédité aux quatre Beatles ; les autres sont Flying, Free as a Bird, 12-Bar Original, Suzy Parker (du film Let It Be) et Now and Then.

## Genèse et enregistrement
Le 24 janvier 1969, devant les caméras, les Beatles enregistrent au 3 Savile Row une première version du morceau, en improvisant autour d'un riff et d'une phrase de John Lennon : « can you dig it? » (« est-ce que tu piges ? »). Durant cette session, John Lennon chante les paroles avec des interjections de George Harrison, et Paul McCartney fait en arrière-plan des variations sur « dig it up, dig it up, dig it up ». Au retour de Billy Preston, plus tard dans la journée, le groupe reprend le bœuf qui se termine avec Lennon déclarant, d'une voix de fausset : « That was “Can You Dig It?” by Georgie Wood (en). And now we'd like to do “Hark, the Angels Come”. » (« C'était “Can You Dig It?” de Georgie Wood. Et maintenant nous aimerions jouer “Hark, The Angels Come” ») qui sera entendue sur l'album, en prélude à la chanson Let It Be, et dans le film (bien que la deuxième phrase y est absente).
Deux jours plus tard, en présence de la jeune Heather McCartney qui peut être entendue dans la version complète de l'enregistrement, une interprétation libre de Like a Rolling Stone se transforme en une autre prestation de Dig It, cette fois d'une longueur de plus de dix minutes. De cet enregistrement Phil Spector intègre, sur l'album Let It Be, la section concernant les personnalités, citant le FBI, la CIA, la BBC, B.B. King, Doris Day et Matt Busby. Une partie plus longue de cette jam session apparaît aussi dans le film Let It Be. Cette section, d'une durée différente, avec l'introduction de la chanson Let It Be par Lennon citant Georgie Wood, a été originellement créé par Glyn Johns pour Get Back, sa première tentative de faire un album de ces enregistrements et qui est retenu pour la seconde version de l'album, aujourd'hui en bonus dans l'édition Deluxe de 2021.
Cette improvisation sera reprise deux autres fois, les 28 et 29 janvier, la dernière sur laquelle Lennon qui énuméra les titres de toutes les chansons répétés durant le mois. Peter Jackson utilisera plusieurs différentes prises dans son documentaire The Beatles: Get Back y compris la section entendue sur l'album.
Ne cadrant pas dans un album plus conventionnel, Dig It et la prestation d'une quarantaine de secondes de Maggie Mae sont omises de Let It Be… Naked, sortie en 2003, une version « épurée » de l'album Let It Be. Une version live de Don't Let Me Down, enregistré sur le toit, y est rajoutée.

## Interprètes
The Beatles
- John Lennon – chant, guitare basse Fender VI
- Paul McCartney – piano, chœurs
- George Harrison – guitare électrique
- Ringo Starr – batterie

Musiciens additionnels
- George Martin – shaker
- Billy Preston – orgue Hammond

## Équipe de production
- George Martin – producteur
- Glyn Johns – ingénieur du son
- Neil Richmond – ingénieur du son